# Nove Mil Anjos
Nove Mil Anjos foi uma banda de rock brasileira formada em 2008 em São Paulo. Suas atividades foram encerradas em 2009.

## História
Formada em 2008, a banda Nove Mil Anjos logo ganhou destaque e interesse no cenário nacional devido aos seus membros, que já tinham fama individual na época da formação. A banda era composta por Peu Sousa (guitarrista, ex-Pitty), Champignon (baixista, ex-Charlie Brown Jr. e Revolucionnários), Junior Lima (baterista, ex-Sandy & Junior) e Péricles Carpigiani (vocalista, ex-Fuga), que foi convocado para a posição após seis meses de procura por um cantor.
O conjunto gravou seu primeiro álbum de estúdio, homônimo, com produção do argentino Sebastian Krys, em Los Angeles, Estados Unidos, e lançou em 26 de setembro de 2008 o primeiro single chamado "Chuva Agora", pela internet para download gratuito. Também bateram recorde no site da MTV pelo número de acessos. Nove Mil Anjos fez sua primeira apresentação para o público no Video Music Brasil, da MTV, em 2 de outubro.
Devido aos constantes desentendimentos entre os integrantes da banda, em setembro de 2009, especulava-se que a banda chegaria ao fim, mas Junior afirmou que a banda só iria dar uma pausa. Ele disse:
| “ | Existe um boato de que a banda acabou, mas não é isso. Realmente demos uma pausa, mas nada está decidido ainda. Existe uma certa conversa. Os motivos são os projetos individuais de cada um. Tem muita especulação, mas nada decidido. | ” |

Em entrevista ao Blog Música Boa, em 2020, Perí deu sua versão sobre o final da banda:
"O fim da banda no meu coração foi um dia que fomos no Estúdio Mega para fazer um remix de uma música que eu e o Champignon íamos cantar juntos. Nesse dia muitas coisas nada a ver tinham rolado alguns dias antes e me fizeram questionar se eu queria colocar minha alma nesse barco. Eu tentava avisar o Júnior, mas eu não eu podia porque tinha sido o último a chegar. Naquele dia gravei desanimado e eu sabia que um cantor como eu jamais iria gravar desanimado em um estúdio como é o Mega. Eu nunca cheguei nem perto (e sei que o Ju também não) do motivo que fez com que acontecesse tudo que rolou com o Champignon e o Peu. Eu tenho o máximo de respeito com a família dos dois, mas são escolhas que acabam virando obrigações e você acaba não tendo mais controle".
O ex-integrante Peu Sousa foi encontrado morto em seu apartamento no dia 6 de maio de 2013; a causa provável está ligado ao suicídio.
No dia 9 de setembro de 2013 o ex-integrante Champignon foi encontrado sem vida em seu quarto no apartamento em que morava com a esposa. A causa da morte foi, assim como a de Peu, suicídio.

## Integrantes
- Péricles Carpigiani (Perí) - vocal
- Peu Sousa - guitarra
- Champignon - baixo
- Junior Lima - bateria

## Discografia

### Álbuns de estúdio
- 2008 - 9MA

## Singles
- Chuva Agora
- Visionário